# Bothriocera alba
Bothriocera alba är en insektsart som beskrevs av Caldwell 1943. Bothriocera alba ingår i släktet Bothriocera och familjen kilstritar. Inga underarter finns listade i Catalogue of Life.